# 二管独活
二管独活（学名：Heracleum bivittatum）是伞形科独活属的植物。分布于 越南沙坝、越南以及中国大陆的云南、西藏等地，生长于海拔3,000米的地区，一般生长在山地林缘路边，目前尚未由人工引种栽培。